# Viktor Kalinnikov
Viktor Sergueïevitch Kalinnikov (Ви́ктор Серге́евич Кали́нников), né en 1870 au village de Voïna dans le gouvernement d'Oriol et mort le 23 février 1927 à Saltykovka, près de Balachikha dans le gouvernement de Moscou, est un chef d'orchestre et compositeur russe, surtout d'œuvres chorales et de chants. Viktor Kainnikov est l'un des fondateurs du conservatoire populaire de Moscou (1906). Il est le frère du compositeur Vassili Kalinnikov.

## Biographie
Il étudie au séminaire orthodoxe d'Oriol, puis à l'école de la Société philharmonique de Moscou où il étudie notamment auprès d'Alexandre Ilinski. Kalinnikov est l'auteur de morceaux connus La Forêt, Sur le vieux kourgan, L'Alouette, Élégie, Le Soleil, le soleil se lève, etc. de chansons enfantines populaires, Ombre, ombre, La Grue, etc., ainsi que de pièces chorales d'après des chants comme L'Internationale ou La Marseillaise, de compositions symphoniques, de musique de chambre, de musique spirituelle, etc.
Il enseigne de 1897 à 1923 à l'école synodale de Moscou (devenue après 1917, l'académie chorale) et de 1922 à 1926 au conservatoire de Moscou. Parmi ses élèves, l'on peut distinguer Alexandre Medtner.
Les compositions chorales de Kalinnikov captivent par leur simplicité, leur beauté, leur figurativité et leur cantilène sonore. En mai 2009, le chef d'orchestre Boris Tevline a dirigé dans la grande salle du conservatoire de Moscou toute la musique chorale profane de Kalinnikov.
La musique chorale profane et spirituelle de Kalinnikov est aussi au répertoire du théâtre d'opéra et de ballet de Perm.
Viktor Kalinnikov est enterré au cimetière de Novodievitchi (2e division).